# Usambaralijster
De usambaralijster (Turdus roehli) is een zangvogel uit de familie lijsters (Turdidae).

## Verspreiding en leefgebied
Deze soort komt voor in de bergen van Tanzania.